# Симфіли
Симфіли (Symphyla) — клас тригнатичних багатоніжок, що включає близько 160 видів. Більшість видів практичного значення не має, але Scolopendrella immaculata відома як шкідник оранжерейних рослин.

## Опис
Симфіли — дрібні членистоногі тварини, ззовні схожі на малесеньких сколопендр. Від близьких пауропод вони відрізняються нерозгалуженими вусиками.
Їх тіло біле або ледь жовтувате. Воно поділяється на дві тагми: голову та сегментований тулуб. Тулуб складається з 14 сегментів, що вкриваються 15-24 тергітами. На сьогодні вважається, що поява додаткових тергітів підвищує гнучкість тіла, що є дуже важливим для тварин, які пересуваються вузькими щілинами. Ходильні ноги розташовані на I–XII сегментах тулуба. Прядильні ноги розташовані на XIII сегменті. XIV сегмент несе пару трихоботорій (гомологи церків комах). Тулуб закінчується маленьким овальним тельсоном. Статевий отвір відкривається на третьому сегменті тулуба, на його нижньому боці.
Кровоносна система як така відсутня. Функції серця виконує трубка, що простягається вздовж VI–XII сегментів тулуба. Головним органом виділення є дві мальпігієві судини. Наявні також одна або дві пари мішкоподібних нефридіїв, розташованих на першому та другому максилярних сегментах.

## Поширення
Розповсюджені в Європі і Північній Америці. В Україні відомо 5 видів симфіл.

## Спосіб життя
Симфіли живуть у ґрунті, серед гнилих залишків рослинності, під камінням; світла уникають. Мають дуже тонку кутикулу, тому надзвичайно чутливі до нестачі вологи. Вони можуть існувати лише при відносній вологості, близькій до 100%. Цим пояснюються їхні складні сезонні та добові міграції в ґрунті.

## Розмноження
Симфіли роздільностатеві, запліднення у них зовнішнє. Самець залишає сперматофор у щілинах ґрунту, а самиця підбирає його щелепами. При цьому оболонка сперматофору пошкоджується, а сперма витікає до спеціальних щелепних резервуарів. Надалі самиця підбирає щелепами яйце, що виходить зі статевого отвору, при цьому воно запліднюється спермою. Запліднені яйця вона прикріпляє листків, моху або залишає у щілинах ґрунту. Розвиток яєць триває 10 днів, після чого з них виходять личинки. Від дорослих особин вони відрізняються меншою кількістю ніг (6-7 пар). Личинки розвиваються і линяють протягом 2 місяців.